# George Galanopoulos
George Galanopoulos (Chicago, 11 marzo 1989) è un allenatore di pallacanestro statunitense.

## Carriera
Ha guidato l'Uganda a due edizioni dei Campionati africani (2017, 2021).